# Malakichthys barbatus
Malakichthys barbatus è un pesce osseo di acqua salata appartenente alla famiglia Acropomatidae.

## Distribuzione e habitat
Il suo areale comprende vaste zone marine del Pacifico occidentale, prediligendo il piano batiale, laddove vive a diverse centinaia di metri di profondità. Le acque occupate da questo pesce sono prevalentemente temperate e comprese latitudinalmente tra il Giappone e la Tasmania.

## Descrizione
La lunghezza di M. barbatus è usualmente di 15 cm o poco più.